# Feridun
Feridun (persisch فریدون) ist ein iranischer und türkischer männlicher Vorname persischer Herkunft, u. a. mit der Bedeutung „einzigartig“.

## Namensträger

### Vorname
- Feridun Buğeker (1933–2014), türkischer Fußballspieler
- Feridun Dirimtekin (1894–1976), türkischer Museumsleiter
- Feridun Cemal Erkin (1899–1980), türkischer Diplomat und Politiker
- Feridun Kıroğlu (* 1994), türkischer Fußballspieler
- Feridun Şavlı (1953–1995), türkischer Schauspieler
- Feridun Sinirlioğlu (* 1956), türkischer Diplomat, Beamter und Politiker
- Feridun Zaimoglu (* 1964), deutscher Schriftsteller und bildender Künstler türkischer Herkunft

### Im Mythos
- Fereydūn, sechster mythischer Urkönig, Gestalt der iranischen Mythologie